# Tommy Dreamer
Thomas Laughlin (* 14. Februar 1971 in New York), besser bekannt unter seinem Ringnamen Tommy Dreamer, ist ein US-amerikanischer Wrestler.
In der ehemaligen ECW wurde er vor allem als „Innovator of Violence“ (dt.: der Erneuerer der Gewalt) und bei World Wrestling Entertainment als Mr. Hardcore bezeichnet.

## Privates
Seit dem 12. Oktober 2002 ist Thomas Laughlin mit Beulah McGillicutty verheiratet und hat mit ihr zusammen zwei Kinder, die Zwillinge Kimberly und Brianna Laughlin. Laughlin’s Töchter wurden im Mai 2004 geboren und waren bereits 2006 Kinderdarsteller in fünf Episoden der Fernsehserie Die Sopranos, welche von 1999 bis 2007 lief.

## Karriere

### Anfänge
Laughlin begann 1989 seine Karriere als Bobby Ocean in der in New England beheimateten Promotion International World Class Championship Wrestling (IWCCW). Schnell wechselte er seinen Namen zu T.D Madison und bildete mit G.Q Madison ein Tag Team, welches später dann auch den lokalen Tag-Team-Titel dreimal gewinnen durfte. Er war auch der erste, den man aus dem Finisher Superfly Splash von Jimmy Snuka entkommen ließ.
1992 änderte er seinen Namen in Tommy Dreamer und wurde kurzfristig für die englische Promotion Century Wrestling Alliance tätig, wo er einmal den CWA Heavyweight Championship gewinnen durfte.

### Extreme Championship Wrestling (1992–2001)
Im Jahr 1992 wurde Thomas Laughlin bei der Promotion NWA Eastern Championship Wrestling angestellt, welche zwei Jahre später in Extreme Championship Wrestling umbenannt wurde. Dort galt er schnell als einer der Eckpfeiler der Liga. Doch ursprünglich wurde Laughlin in der NWA/ECW von den Fans als „das Babyface mit den grünen Hosen“ mitleidig belächelt. Doch dieses änderte sich schnell, als Thomas Laughlin eine blutig dargestellte Fehde mit dem Sandman begann. Auf dem Höhepunkt dieser Fehde, Laughlin hatte ein Match gegen diesen verloren, prügelte der Sandman mit seinem Kendostick auf Laughlin’s nacktem Rücken ein. Doch immer, wenn dessen Managerin, Woman, Laughlin fragte, ob dieser jetzt aufgäbe, so wandte sich dieser mit den Worten: „Nein, Sir. Darf ich um noch einen (Schlag) bitten?“ an den Sandman. Der prügelte nun wutentbrannt auf Thomas Laughlin ein, dass sogar sein Kendostick zerbrach und Laughlin mit einem blutenden und wundgeschlagenen Rücken in der Ringecke liegen blieb. Schließlich griff Cactus Jack ein, in dem dieser in den Ring stürmte und sich schützend vor Laughlin stellte. Dabei rief dieser mehrmals ins Publikum: „Er ist Hardcore … er ist Hardcore!“ und deutete dabei auf Laughlin. Ab diesem Zeitpunkt galt Thomas Laughlin bei allen als Hardcore-Wrestler.
Kurze Zeit später kam es während einer Show zu einem folgenschweren Unfall: Thomas Laughlin traf im Ring auf den Sandman zu einem gemeinsamen Promo. Laut Storyline war zwischen beiden verabredet worden, dass Laughlin seinen Kontrahenten mit dessen Kendostick angriff. Als der Sandman nun wie abgesprochen Laughlin mit seiner brennenden Zigarette bedrohte, nahm dieser ihm diese ab und schnippte die Zigarette in Richtung des gegnerischen Gesichtes. Doch traf die Zigarette versehentlich ein Auge des Sandman. Thomas Laughlin hatte dieses aber nicht mitbekommen und entwand dem sich vor Schmerzen krümmenden Kontrahenten den Stick. Als Laughlin nun mit diesem zuschlug, krümmte sich der Sandman im falschen Augenblick und Laughlin schlug diesem nun versehentlich fast das andere Auge aus. Nach diesem Vorfall verschwand der Sandman für vier Wochen und war für niemanden zu erreichen. Thomas Laughlin machte sich aber die größten Vorwürfe und dachte tatsächlich daran, seine Wrestlingkarriere zu beenden.
Nach der Rückkehr des Sandman gingen beide nach Japan und führten in der japanischen Promotion FMW ihre Fehde fort. Laughlin wurde vor allem in dieser japanischen Promotion als Erneuerer der Gewalt bekannt, als er dort nun mit dem Sandman und japanischen Wrestlern einige äußerst brutal und blutig angelegte Matches führte.
Ab 1995 führte Laughlin etwas über zwei Jahre lang eine legendäre Fehde gegen Raven. In der von Paul Heyman ausgearbeiteten Storyline waren Raven und Laughlin seit ihren gemeinsamen Schultagen verfeindet. Auch stritten sich die Kontrahenten mehrmals um die gemeinsame Freundin Beulah McGillicutty. Höhepunkt dieser Fehde war dann, dass Ravens damaliges Valet Beulah McGillicutty von Laughlin geschwängert wurde. Die Fehde zwischen Raven und Laughlin wurde 1997 mit einem The Loser Leaves ECW-Match abgeschlossen, das heißt, der Verlierer musste die Promotion verlassen. Nach einem brutal angelegten Matchverlauf verlor Raven dieses Match und Beulah wurde die offizielle Ringbegleiterin von Laughlin. Nach diesem Match wurde Laughlin aktiv in das damals aktuelle Fehdenprogramm WWF vs. ECW eingebunden, indem er nach seinem Sieg über Raven vom „Team WWF“ (bestehend aus Sabu, Rob Van Dam und Bill Alfonso) und dem überraschend in der ECW-Arena aufgetauchten Jerry Lawler angegriffen und von Lawler durch einen Schlag in die Genitalien real verletzt wurde.
Eigentlich hatte Laughlin geplant, in seiner ganzen Wrestling-Karrieren keinen (!) Titel zu gewinnen. Nach diversen Fehden musste er jedoch im Jahr 2000 ECW World Heavyweight Champion werden, nachdem er Taz den Titel abnehmen und diesen jedoch nach nur 3 Minuten wieder an Justin Credible abgeben musste. Grund war, das Taz bereits bei der WWF unterschrieben hatte und deswegen den Titel nicht behalten durfte. Thomas Laughlin war deswegen auch lange Zeit beleidigt, dass man ihm einen ungewünschten Titel aufgedrängt hatte.

### Independent
Im Sommer 2001 meldete Extreme Championship Wrestling Insolvenz an, so war Thomas Laughlin anschließend für verschiedene unabhängige Promotionen aktiv. So trat er für ein Turnier auch in der Promotion Combat Zone Wrestling an und verpflichtete sich schließlich in Puerto Rico bei der IWA und in Kanada bei Border City Wrestling. In beiden Ligen durfte Laughlin Titel erringen. Einen geplanten Auftritt bei der deutschen Promotion westside Xtreme wrestling konnte Thomas Laughlin nicht wahrnehmen und vermittelte stattdessen seinen Freund Fullington.

### World Wrestling Entertainment (2001–2009)
Im Herbst 2001 unterschrieb Thomas Laughlin einen Vertrag bei World Wrestling Entertainment und kümmerte sich dort vor allem um den Wrestlingnachwuchs. Hier konnte er sich später bei RAW 14 mal den bekannten Hardcore-Titel sichern. In den Jahren 2003 und 2004 wurde er allerdings immer weniger als aktiver Wrestler eingesetzt. Laughlin wurde deshalb als Kommentator und Trainer bei der WWE-Entwicklungsliga Ohio Valley Wrestling angestellt. Später war er auch bei der anderen WWE-Entwicklungsliga, Deep South Wrestling, angestellt. Daneben verrichtete Laughlin verschiedene Büroarbeiten für die WWE-Offiziellen und wirkte dort im Hintergrund.
Seit dem ECW One Night Stand des Sommers 2005 ist Thomas Laughlin auch wieder aktiv als Wrestler tätig und war dort mitverantwortlich für die WWE-Großveranstaltung WWE One Night Stand.
Seit dem Sommer 2006 gehört er dem aktuellen ECW-Kader an. Ab Januar 2007 bildete er gemeinsam mit dem Sandman, Sabu und Rob Van Dam das Team der ECW Originals. Bei Wrestlemania 23 konnte sich diese Gruppierung gegen ihre Kontrahenten, das Stable The New Breed (damals bestehend aus Elijah Burke, Marcus Cor Von, Matt Striker und Kevin Thorn) durchsetzen.
Thomas Laughlin wurde mehrfach bei verschiedenen WWE-Veranstaltungen nur in der mittleren Kampfkarte eingesetzt. Er erhielt zwar mehrmals die Möglichkeiten zu Titelmatches, durfte diese aber nicht für sich entscheiden.
Am 13. Januar 2009 gab dann Laughlin während einer Ausstrahlung der wöchentlichen ECW-Sendung bekannt, dass sein WWE-Vertrag am 6. Juni 2009 auslaufen würde. Er teilte den Fans in dieser Ansprache mit, dass er nur noch rund 5 Monate Zeit habe, um zu beweisen, dass er noch nicht zum alten Eisen gehöre. Sollte er bis dahin nicht die ECW Championship gewinnen, so würde er seinen Vertrag nicht verlängern und als Folge dessen die WWE verlassen.
Am 7. Juni 2009 durfte Tommy Dreamer bei der als Pay-per-View ausgestrahlten Großveranstaltung „Extreme Rules“ in einem Hardcore-Match gegen Christian Cage und Jack Swagger siegen, um so neuer ECW-Champion zu werden. Das war die Voraussetzung für Tommy Dreamer, um seinen abgelaufenen Vertrag mit World Wrestling Entertainment zu verlängern.
Beim PPV „Night of Champions“ musste Dreamer den ECW-Titel am 26. Juli 2009 an Christian abgeben.
Aufgrund der geplanten Einstellung des „ECW-Roster“ von Seiten der WWE bat Tommy Dreamer um die vorzeitige Auflösung seines laufenden Vertrages. Im Zuge einer eigens dafür ausgearbeiteten Rücktritts-Storyline verlor Dreamer am 29. Dezember ein Match gegen Zack Ryder. Infolgedessen musste Dreamer den ECW-Roster und auch die WWE verlassen.

### Independent / Total Nonstop Action Wrestling (2010–2011)
Nach Ablauf seiner von der WWE verhängten 90-tägigen Sperre, der sogenannten „Nichtantritts-Klausel“, tritt Thomas Laughlin in der US-amerikanischen Independent-Szene an. Laughlin gab am 13. Juni 2010 beim Pay-per-View Slammiversary sein Debüt für Total Nonstop Action Wrestling. Sein erstes Match bestritt er am 26. Juli gegen Abyss in einem Hardcore-Match. Dabei war er Mitglied des Stables EV 2.0, das dem der ECW Originals in der WWE ähnlich war, und fehdete gegen die Gruppierungen Immortal und Fortune. Nach späteren nur noch sporadischen Einsätzen, bestritt Laughin am 11. Juni 2011 sein letztes Match für TNA.

## Erfolge
- Extreme Championship Wrestling

- 3× ECW Tag Team Champion (je 1× mit Johnny Gunn, Raven und Masato Tanaka)
- 1× ECW World Heavyweight Champion

- International Wrestling Association (Puerto Rico)

- 1× IWA Puerto Rico Hardcore Champion

- Century Wrestling Alliance

- 1× CWA Heavyweight Champion

- Border City Wrestling

- 1× BCW Can-Am Heavyweight Champion

- World Wrestling Entertainment

- 1× ECW Champion
- 14× WWE Hardcore Champion